# زاك جيل
زاك جيل (بالإنجليزية: Zach Gill)‏ هو عازف بيانو ومغني أمريكي، ولد في 18 مايو 1975.

## وصلات خارجية
- الموقع الرسمي